# Leden 2004
3. ledna – sobota
 Letadlo egyptských aerolinií Flash Airlines se zřítilo do Rudého moře u pobřeží Egypta. Při katastrofě zahynulo všech 148 lidí na palubě. 
 Sonda NASA MER-A (Spirit) přistála na Marsu. 
4. ledna – neděle
 Michail Saakašvili zvítězil v prezidentských volbách v Gruzii. 
 Ve věku 67 let zemřela herečka Helena Růžičková. 
5. ledna – pondělí
 Generálním tajemníkem Severoatlantické aliance se stal bývalý nizozemský ministr zahraničí Jaap de Hoop Scheffer. 
8. ledna – čtvrtek
 Osobní dopravní loď Queen Mary 2 se stala největší oceánskou dopravní lodí, která kdy byla postavena. Byla pokřtěna královnou Alžbětou II. 
 Při pádu vrtulníku Black Hawk zahynulo v Iráku 9 amerických vojáků. 
13. ledna – úterý
 Při havárii letadla uzbeckých aerolinií v Taškentu zahynulo 37 lidí. 
24. ledna – sobota
 Sonda NASA MER-B (Opportunity) přistála na Marsu. 
28. ledna – středa
 V Londýně jsou zveřejněny výsledky šetření lorda Huttona ohledně sebevraždy britského zbrojního experta Davida Kellyho. Zpráva je příznivá pro britskou vládu, která prý nezkreslila údaje výzvědných služeb o zbraních hromadného ničení v Iráku; naopak ostře je zde kritizována BBC. 